# عملة 20 دينار أردني
ورقة العشرين دينار المتداولة في المملكة الأردنية الهاشمية هي إحدى الفئات التي صدرت بعد عام 1990، وقد كانت أعلى فئة لفترة طويلة قبل إصدار الورقة النقدية من فئة الخمسين دينار. ظهرت هذه الورقة بأشكال متعددة منذ إصدارها الأول في عام 1992 واستمرت حتى اليوم، حيث بقيت الورقة ذات العشرين دينار الأعلى قيمة حتى الإصدار الرابع للعملة عام 2002، والذي شهد إصدار الورقة النقدية من فئة الخمسين دينار.

## إصدار البنك المركز الأردني

### الإصدار الثاني 1975 - 1992
| الإصدار الثاني 1975 - 1992 عن البنك المركزي الأردني | الإصدار الثاني 1975 - 1992 عن البنك المركزي الأردني | الإصدار الثاني 1975 - 1992 عن البنك المركزي الأردني | الإصدار الثاني 1975 - 1992 عن البنك المركزي الأردني | الإصدار الثاني 1975 - 1992 عن البنك المركزي الأردني | الإصدار الثاني 1975 - 1992 عن البنك المركزي الأردني | الإصدار الثاني 1975 - 1992 عن البنك المركزي الأردني | الإصدار الثاني 1975 - 1992 عن البنك المركزي الأردني | الإصدار الثاني 1975 - 1992 عن البنك المركزي الأردني | الإصدار الثاني 1975 - 1992 عن البنك المركزي الأردني |
| الوجه                                               | الظهر                                               | القيمة                                              | الأبعاد                                             | اللون الأساسي                                       | الوجه                                               | الظهر                                               | تاريخ السك                                          | العلامة المائية                                     |                                                     |
| --------------------------------------------------- | --------------------------------------------------- | --------------------------------------------------- | --------------------------------------------------- | --------------------------------------------------- | --------------------------------------------------- | --------------------------------------------------- | --------------------------------------------------- | --------------------------------------------------- | --------------------------------------------------- |
|                                                     |                                                     | عشرون دينار                                         | 168 × 84 mm                                         | بني                                                 | الحسين بن طلال                                      | محطة كهرباء الحسين الحرارية، الزراعة                | تقويم ميلادي1975 تقويم هجري1395                     | الحسين بن طلال                                      |                                                     |

### الإصدار الثالث 1992 - 2002
| الإصدار الثالث 1992 - 2002 عن البنك المركزي الأردني | الإصدار الثالث 1992 - 2002 عن البنك المركزي الأردني | الإصدار الثالث 1992 - 2002 عن البنك المركزي الأردني | الإصدار الثالث 1992 - 2002 عن البنك المركزي الأردني | الإصدار الثالث 1992 - 2002 عن البنك المركزي الأردني | الإصدار الثالث 1992 - 2002 عن البنك المركزي الأردني | الإصدار الثالث 1992 - 2002 عن البنك المركزي الأردني | الإصدار الثالث 1992 - 2002 عن البنك المركزي الأردني | الإصدار الثالث 1992 - 2002 عن البنك المركزي الأردني | الإصدار الثالث 1992 - 2002 عن البنك المركزي الأردني |
| الوجه                                               | الظهر                                               | القيمة                                              | الأبعاد                                             | اللون الأساسي                                       | الوجه                                               | الظهر                                               | تاريخ السك                                          | العلامة المائية                                     |                                                     |
| --------------------------------------------------- | --------------------------------------------------- | --------------------------------------------------- | --------------------------------------------------- | --------------------------------------------------- | --------------------------------------------------- | --------------------------------------------------- | --------------------------------------------------- | --------------------------------------------------- | --------------------------------------------------- |
|                                                     |                                                     | عشرون دينار                                         | 155 × 78 mm                                         | أخضر زيتوني ورمادي                                  | الحسين بن طلال                                      | قبة الصخرة                                          | تقويم ميلادي1995 تقويم هجري1415                     | الحسين بن طلال                                      |                                                     |

### الإصدار الرابع 2002 - 2022
| الإصدار الرابع 2002 - 2022 عن البنك المركزي الأردني | الإصدار الرابع 2002 - 2022 عن البنك المركزي الأردني | الإصدار الرابع 2002 - 2022 عن البنك المركزي الأردني | الإصدار الرابع 2002 - 2022 عن البنك المركزي الأردني | الإصدار الرابع 2002 - 2022 عن البنك المركزي الأردني | الإصدار الرابع 2002 - 2022 عن البنك المركزي الأردني | الإصدار الرابع 2002 - 2022 عن البنك المركزي الأردني | الإصدار الرابع 2002 - 2022 عن البنك المركزي الأردني | الإصدار الرابع 2002 - 2022 عن البنك المركزي الأردني | الإصدار الرابع 2002 - 2022 عن البنك المركزي الأردني |
| الوجه                                               | الظهر                                               | القيمة                                              | الأبعاد                                             | اللون الأساسي                                       | الوجه                                               | الظهر                                               | تاريخ السك                                          | تاريخ الإصدار                                       | العلامة المائية                                     |
| --------------------------------------------------- | --------------------------------------------------- | --------------------------------------------------- | --------------------------------------------------- | --------------------------------------------------- | --------------------------------------------------- | --------------------------------------------------- | --------------------------------------------------- | --------------------------------------------------- | --------------------------------------------------- |
|                                                     |                                                     | عشرون دينار                                         | 145 × 74 mm                                         | البني والأخضر الزيتي                                | الحسين بن طلال                                      | قبة الصخرة                                          | 2002 تقويم هجري 1423                                | 2 فبراير، 2003                                      | الملك الحسين بن طلال                                |

### الإصدار الخامس 2022 - الآن
| الوجه | الظهر | القيمة      | الأبعاد     | اللون الأساسي   | الوجه                              | الظهر       | تاريخ السك     | تاريخ الإصدار | العلامة المائية |
| ----- | ----- | ----------- | ----------- | --------------- | ---------------------------------- | ----------- | -------------- | ------------- | --------------- |
|       |       | عشرون دينار | 145 × 74 مم | الأخضر الزيتوني | الحسين بن طلال / مسجد الملك الحسين | وادي الموجب | 2022 م 1444 هـ | 21 مارس 2023  | الحسين بن طلال  |

## المسكوكات
| \| \| | \| \| | \| \|                                                                                           | \| \|                                                                                           | \| \| |
| --- | --- | ----------------------------------------------------------------------------------------------- | ----------------------------------------------------------------------------------------------- | ----- |
| 20 دينارا أردني معدني (2007) | |                                                                                                 |                                                                                                 |       |
| الوجه : 1428 2007 20 DINARS THE HASHEMITE KINGDOM OF JORDAN المملكة الأردنية الهاشمية ديناراً 20 صاحب الجلالة الملك عبد الله الثاني ابن الحسين والملكة رانيا | الوجه : 1428 2007 20 DINARS THE HASHEMITE KINGDOM OF JORDAN المملكة الأردنية الهاشمية ديناراً 20 صاحب الجلالة الملك عبد الله الثاني ابن الحسين والملكة رانيا | العكس : ONE OF THE NEW SEVEN WONDERS OF THE WORLD PETRA إحدى عجائب الدنيا السبع الجديدة البتراء | العكس : ONE OF THE NEW SEVEN WONDERS OF THE WORLD PETRA إحدى عجائب الدنيا السبع الجديدة البتراء |       |
| الكتلة 120 غ | المعدن فضة 0.999 | القطر 60 مم                                                                                     | السُمك                                                                                           |       |
| المصمم(ون) | المصمم(ون) | الحواف مسكوكة                                                                                   | الحواف مسكوكة                                                                                   |       |
| الطرازات 2007 | الطرازات 2007 | القيمة الاسمية 20 دينار أردني                                                                   | القيمة الاسمية 20 دينار أردني                                                                   |       |
| | |                                                                                                 |                                                                                                 |       |

## روابط خارجية
- اصدارت اوراق النقد - البنك المركزي الأردني